# Christine Hünefeldt
Christine Hünefeldt (* 1950) ist eine deutsche Historikerin. Ihre Forschungsschwerpunkt ist die lateinamerikanische Geschichte mit dem Schwerpunkt auf Andengeschichte, das Leben von Frauen, indigenen Bevölkerungen und Sklaven. Derzeit konzentriert sich ihre Forschung auf das Amazonasbecken und die virtuelle Rekonstruktion seiner Geschichte.
Mit der Arbeit Lucha por la tierra y protesta indígena : las comunidades indígenas del Perú entre colonia y república, 1800 - 1830 in Ethnologie, Amerikanistik und Geschichte wurde sie 1982 an der Universität Bonn promoviert. Seit 1990 ist sie Professorin im Department of History der UC San Diego.

## Schriften
- Lucha por la tierra y protesta indígena : las comunidades indígenas del Perú entre colonia y república, 1800 - 1830 (= Bonner amerikanistische Studien. Band 9). Bonn 1982 (zugleich Dissertation, Frankfurt am Main 1982).
- Mujeres. Esclavitud, emociones y libertad, Lima 1800 - 1854 (Documentos de trabajo, Nr. 24) IEP, Lima 1988.
- Lasmanuelos, vida cotidiana de una familia negra en la Lima del S. XIX. Una reflexión histórica sobre la esclavitud urbana (Colección mínima, Bd. 27) IEP, Lima 1992, ISBN 84-89303-15-0.
- Paying the price of freedom. Family and labor among Lima's slaves, 1800 - 1854. University of California Press, Berkeley 1994, ISBN 0-520-08235-4.
- Liberalism in the bedroom. Quarreling spouses in nineteenth-century Lima. Pennsylvania State University Press, University Park 2000, ISBN 0-271-01935-2.
- A brief history of Peru. Facts on File, New York 2004, ISBN 0-8160-4918-1.
  - A brief history of Peru. 2. Auflage, Facts on File, New York 2010, ISBN 978-0-8160-8144-8.
- als Herausgeberin mit Misha Kokotovic: Power, culture, and violence in the Andes (= New perspectives on Latin America : society, culture, and history). Sussex Academic Press, Brighton 2009, ISBN 978-1-84519-247-1.
  - als Herausgeberin mit Misha Kokotovic: Power, culture, and violence in the Andes. Nachdruck, Sussex Academic Press, Brighton 2012, ISBN 1-84519-564-7.
- als Herausgeberin mit Leon Zamosc: Ethnicity from various angles and through varied lenses. Yesterday's today in Latin America. Sussex Academic Press, Portland 2011, ISBN 978-1-84519-360-7.
- als Herausgeberin mit Yesenia Acosta und James M. Cooper: Amazonia. Environment and the law in Amazonia. A plurilateral encounter (= The Latin American series). Sussex Academic Press, Portland 2013, ISBN 978-1-84519-500-7.